# Ajnácskő
Ajnácskő (szlovákul Hajnáčka, németül Pirsenstein) község Szlovákiában, a Besztercebányai kerület Rimaszombati járásában. Területei: Csevice, Gortva, Ajnácskői vasútállomás, Sasbik.
Székhely: Ajnácskő. A Novohrad-Nógrád UNESCO Globális Geopark települése.

## Fekvése
Rimaszombattól 30 km-re délre, a Gortva-patak mentén fekszik.

## Nevének eredete
Neve a török eredetű magyar Ajnács személynévből való. A török ojnas kacér nőt jelent. A monda szerint neve onnan ered, hogy a honfoglalás után Huba vezér a várat leányának, Hajnácskának adta.

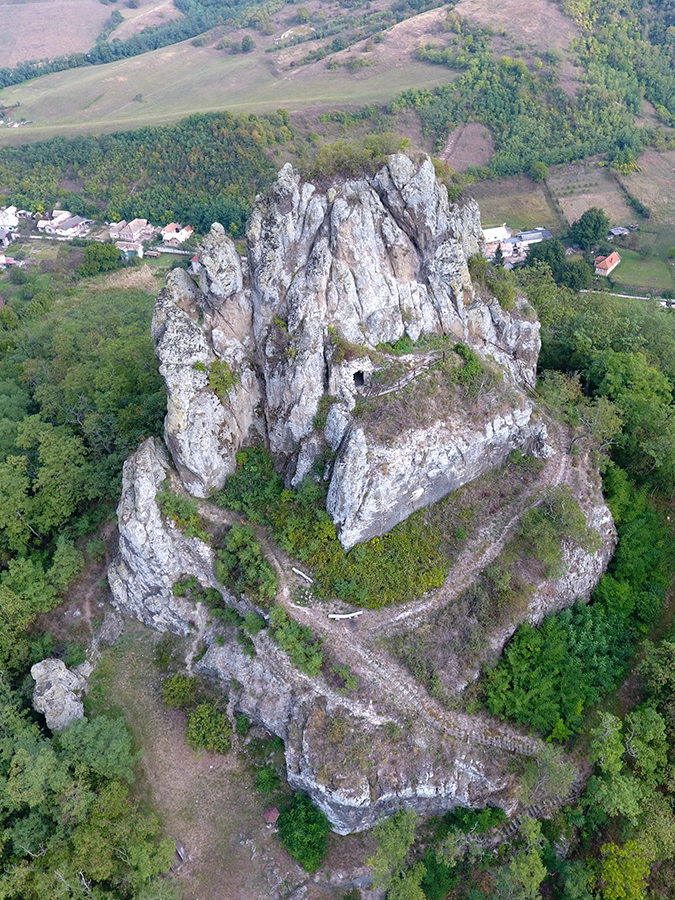
Ajnácskő – légi fotó

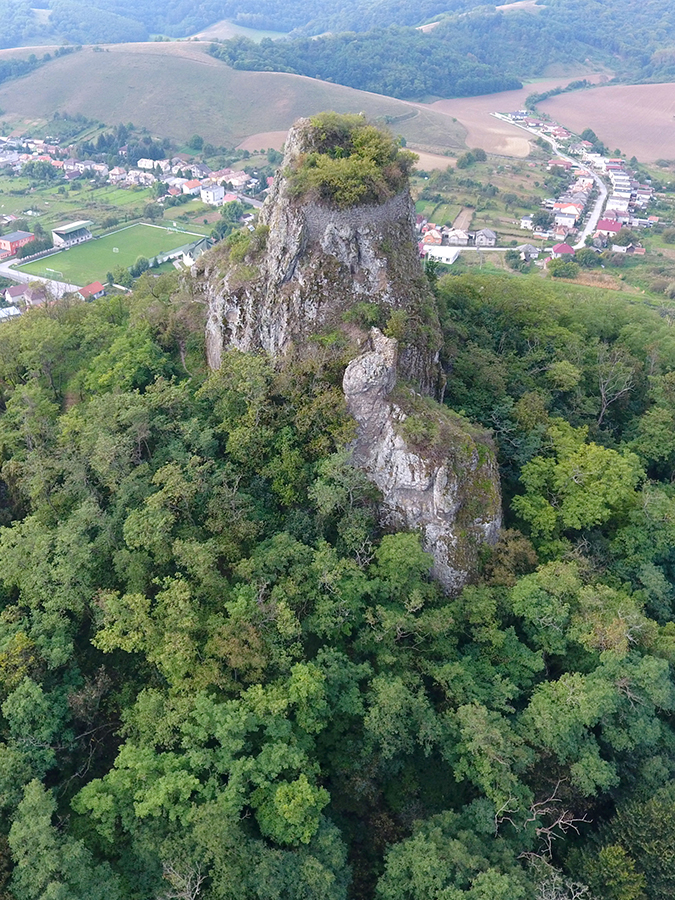
Ajnácskő – légi felvétel

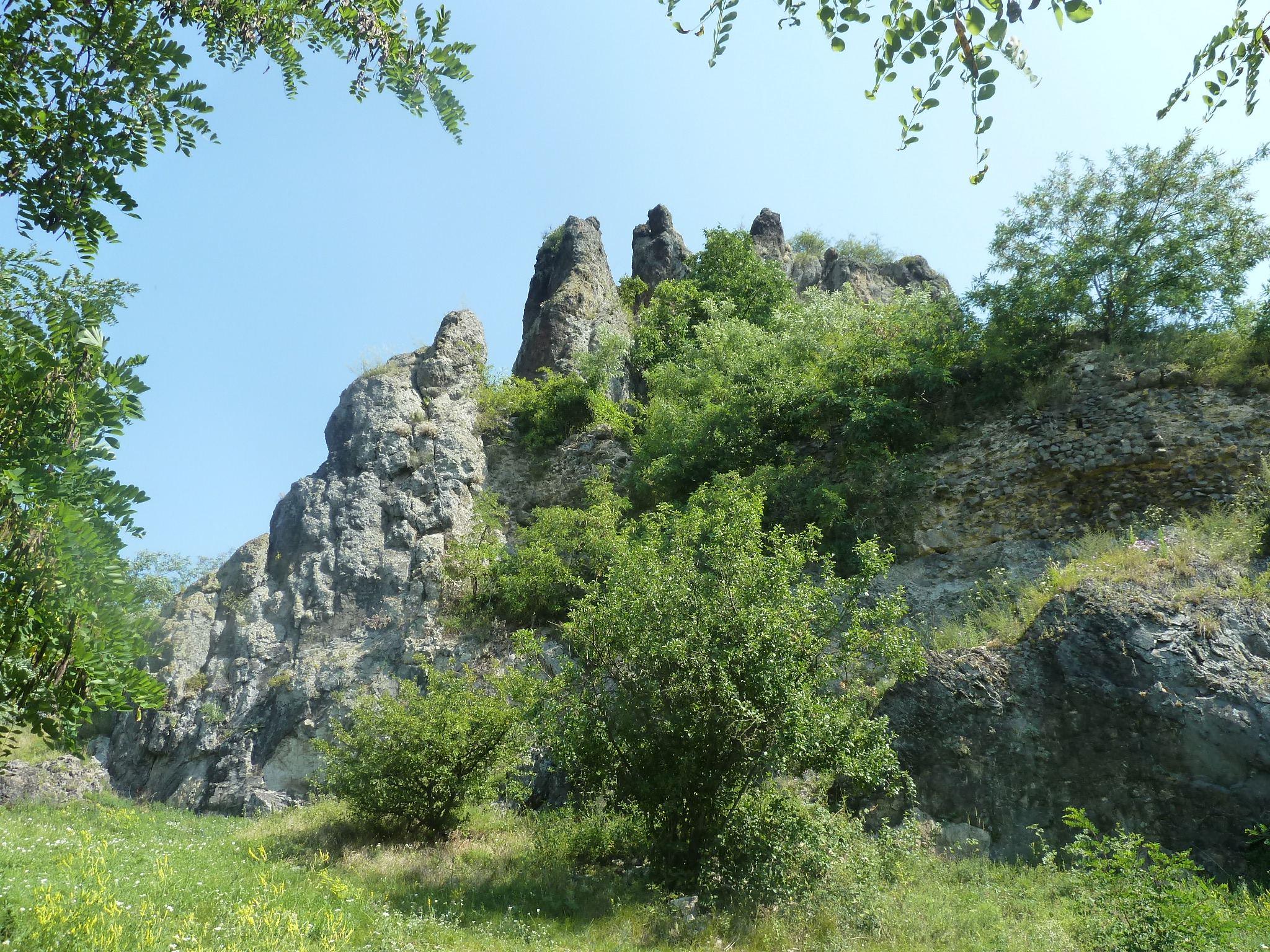
Az Ajnácskői vár romjai

## Története
Vára a tatárjárást követően épült. A történeti források szerint először Bata, almágyi ispán fogott a várépítésbe, majd 1247-ben IV. Béla király Zólyomi Detre fia Mikó előkelőnek adományozta az itteni földterületet, aki apósával, Lamperttel fejezte be az építkezést. Később a Hontpázmány nemzetségbe tartozó Velk fia Sándor szerezte meg a várat, aki a 14. század elején meghódolt Csák Máté előtt. Csák Máté hatalmának gyengülésekor Károly Róbert elkobozta Velk fia Sándortól hűtlenség címén a várat, és hívének, Szécsényi Tamásnak adományozta. A várat 1344-ben Anyaskw néven említi oklevél. A Szécsényi családé 1424-ig maradt a vár, amikor (Salgói) Miklóst hamispénzverés és erkölcstelen életmódja miatt Luxemburgi Zsigmond király megfosztotta minden birtokától, közte Ajnácskőtől. A garázda Miklós báró száműzetésben halt meg Velencében. A várbirtokot a király feleségének, Cillei Borbálának adományozta.
Egy 1434-es oklevélben említették az erődítmény német nevét: Pirsenstein. Uradalmi központ volt, melyhez a 15. század közepén 15 falu tartozott. A Luxemburgi Zsigmond halálát követő években a Pálóczy család birtokába került a vár és a várbirtokok. Az 1450-es években a husziták foglalták el, legyőzésük után visszakerült a Pálóczyak birtokába. Az utolsó Pálóczy, Antal a mohácsi csatában esett el, 1526-ban. Az akkori anarchikus állapotok közepette Bebek Ferenc, a hírhedt rablólovag kaparintotta meg a várat. 1540-ben Balassa Menyhérté, majd a Kubinyiaké lett a vár, később a Feledy család kezébe került. Az 1540-es évek közepén egy portyázó török csapat váratlan rajtaütéssel megszállta Ajnácskő várát, amit ekkor még csak egy évig birtokoltak az oszmán hódítók. 1566 áprilisában azonban Arszlán budai pasa csapatai megtámadták, és ismételten elfoglalták a kis erősséget, amely csak 1593-ban Prépostváry Bálint által szabadult fel. A 16. században Fülek várának tartozéka. 1645-ben újra török kézre került rövid időre. 1649-ben a Fekete György kapitány vezette keresztény sereg közelítette meg, a törökök azonban nem védelmezték meg, hanem felrobbantották védőműveit és a falut felgyújtva elmenekültek. A végvári magyarok helyreállították, hogy ismét helyőrséget fogadhasson be. Vécsey Sándor kapta adományul. A korabeli források szerint 1703-ban egy tűzvész a megmaradt részeket is elpusztította. Azonban 1709-ben gróf Bercsényi Miklós fővezér rövid ideig megszállt benne, és a vár udvarán végeztette ki a hazaáruló Szegedi Ignácot. 1744-ben még bebútorozott termeiben laktak a Vay lányok, akik a Vécseyek után a vár felének örökösei voltak.
A falut 1255-ben „Kues”, 1344-ben „Aynaskw”, 1427-ben „Aynaskewalya”, 1565-ben „Hayanchkeallya” néven szerepel az írott forrásokban. A vár tartozéka volt, kezdetben földművesek, pásztorok lakták. Később több nemesi család birtokában állt. A török uralom alatt elnéptelenedett, de később újratelepült. 1773-ban 13 zsellércsalád és néhány uradalmi kézműves lakta. 1828-ban 84 házában 375 lakos élt. A 19. században téglagyár kezdte meg működését a faluban.
A faluban nagy víztározó volt egészen Poszától a Kolóniáig.[forrás?] Rejtélyes módon senki se tudja hova tűnt el, mert a medrét sem lehet már látni.
Vályi András szerint: „AJNATSKÓ. Hajnatskő. Holott egy omlott vár is szemléltetik, elegyes magyar kisded falu Gömör Vármegyében, földes Urai külömbféle Nemes Urak, lakosai katolikusok, fekszik Serkétöl nem meszsze; e’ kis helység leg inkább az Uraságoknak majorjaibol áll, termő földgyök kevés, középszerű tulajdonságaihoz képest, második Osztálybéli.”
Fényes Elek geográfiai szótárában: „Ajnácskő vagy Hajnácskő, magyar falu Gömör és Kis-Hont egyesült vgyékben, Rimaszombathoz délre 2 1/2 mfdnyire, közel Nográd vgyéhez, 520 kath., 260 ref. lak. Határa termékeny, s 3570 holdat tesz, mellyből az erdő, és a hasznavehetetlen rész felinél többet foglal el. Van szőlőhegye, és savanyú viz forrásai. F. u. a b. Kemény nemzetség, s m. – Hajdani hegyen fekvő vára, most omladékokban hever.”
Gömör-Kishont vármegye monográfiája szerint: „Ajnácskő, a Gortva-patak mellett, az ajnácskői várhegy alatt fekvő magyar kisközség. Házainak száma 124, lakosaié 678. Várának a vármegye történetében nevezetes szerepe volt, erről azonban más helyen van szó. A község és a vár nevét 1344 körül Anyaskw, Aynaskew és Aynachkw változatokban találjuk az oklevelekben. 1411-ben a Szécsényiek birtoka, 1424-ben királyi várbirtok, 1427-ben Borbála királynőé, 1435-ben Nógrádhoz számítják és ekkor már Pohárnok István bírta, négy évvel később azonban Salgai Miklós az ura. Ajnácskőaljáról, a mai faluról, 1427-ben találjuk az első említést. 1540-ben Balassa Menyhért bírta, 1546-ban török kézre került, 1550 körül a Kubinyiaké, kiktől Feledi Eustách foglalja el és megveszi Parlaghi Lászlótól, a király tiszttartójától. 1595 után Lórántffy Kristófnéra, Feledi Boldizsár nővérére száll a vár és az uradalom. A Lórántffyak után a Vécseyek és a Monayak kapnak reá kir. adományt. 1604-ben a Rhédey Ferencz birtoka, de 1609-ben ismét a Kubinyiak kapnak reá donátiót. 1619-ben Széchy Györgyé, 1645-ben elfoglalja a török, 1649-ben pedig Fekete László és házasság útján Vécsey Sándor nyer reá új adományt neje Fekete Mária révén, továbbá Vayné Fekete Erzsébet. Ez időben Fekete László az akkor megrongált várat alaposan helyreállította és megerősítette. A Vécseyek mellett a Vayak is birtokosai lesznek és 1705 után már a fél uradalom az övék. A Vayak révén, negyed részének 1895-ben Teleky Ádám lett a tulajdonosa. A mult század elején Hajnácskő néven is említik a községet és ekkor már a Wesselényi, a Jósika, a Károlyi és a Kemény családot uralja; ma Károlyi-Ebeczky Eleknének, báró Kemény Gejzának, gróf Teleky Károlynak, Margulit Gyulának és Sarlay Pálnak van itt birtoka. A községnek egyik geologiai nevezetessége a Ragács, hajdani tűzhányó, a pogányvári kráter, mely a hagyomány szerint onnan veszi elnevezését, hogy a csehek idejében a husziták az e hegyen található salakdarabokból váracsot építettek, melyet a lakosok pogányvárnak neveztek el. A község határa az ősemlősök gazdag lelőhelye, melyeknek számos érdekes példányát szállították már Budapestre, a földtani múzeumba. Itt már szafirt is találtak, és a romok között számos régiséget a török és korábbi időkből, melyek Ebeczky Elekné birtokában vannak. E vidék a mult században még híres szőlőtermő hely volt. Országszerte ismeretes volt mint gyógyfürdő is, melyet azonban a tulajdonos: báró Kemény család beszüntetett. A községhez tartozik Pózsa, Hangonyi-szállás, Sasbikk és Bataháza puszta, mely utóbbi Bat nevű elpusztult község emlékét tartja fenn. A község lakosai értékesítő és fogyasztási szövetkezetet tartanak fenn. A faluban van posta, távíró és vasúti állomás.”
A trianoni békeszerződésig Gömör-Kishont vármegye Feledi járásához tartozott. 1945-ig lakói főként mezőgazdaságból éltek. 1938 és 1944 között ismét Magyarország része volt.
A második világháborúban nagy csata volt Ajnácskő és Détér között, 2 és fél napig tartott, míg a szovjetek ki nem űzték a németeket.
Híres kastélya Ebeczky Úriak Gróf kastélya, amit a 18. században építettek, ma már a Szepesy család birtokolja, 250 éve.
A háború után megépült az új téglagyár, kőbánya és péküzem nyílott a településen. Termelőszövetkezete 1957-ben alakult.
Ajnácskő semmilyen formában nem tartozik Nógrád megyéhez és a losonci járáshoz, mégis sokan összekeverik vagy besorolják.

## Népessége
| Év:            | 1994. | 2004.   | 2014.   | 2024.   |
| -------------- | ----- | ------- | ------- | ------- |
| Emberek száma: | 1183  | 1197    | 1174    | 1168    |
| Eltérés:       |       | +1,18 % | -1,92 % | -0,51 % |

| Év:            | 2023. | 2024.   |
| -------------- | ----- | ------- |
| Emberek száma: | 1165  | 1168    |
| Eltérés:       |       | +0,25 % |

1880-ban 560 lakosából 492 magyar és 8 szlovák anyanyelvű volt.

1890-ben 670 lakosából 646 magyar és 6 szlovák anyanyelvű volt.

1900-ban 678 lakosából 675 magyar és 2 szlovák anyanyelvű volt.

1910-ben 830 lakosából 821 magyar és 8 szlovák anyanyelvű volt. Ebből 767 római katolikus, 34 református, 15 evangélikus, 12 izraelita és 2 görög katolikus vallású volt.

1921-ben 1024 lakosából 881 magyar és 115 csehszlovák volt.

1930-ban 1107 lakosából 877 magyar és 148 csehszlovák volt.

1941-ben 1115 lakosából 1099 magyar és 15 szlovák volt.

1991-ben 1200 lakosából 1075 magyar és 117 szlovák volt. 

2001-ben 1164 lakosából 1004 (86,25%) magyar és 146 (12,54%) szlovák.

2011-ben 1193 lakosából 972 magyar, 183 szlovák és 26 cigány.

2022-ben 2000 lakos ról számoltak be

## Nevezetességei
- A falu feletti bazaltkúpon állnak várának romjai.
- A település a Csevice-pusztán épült gyógyfürdőjéről is nevezetes volt, ezt azonban a 19. században megszüntették.
- A Ragács tűzhányó salakkúpján nagyon érdekes látnivaló az egyik megmaradt kráter.
- A falu határában számos ősemlős maradványt találtak.
- A falutól kb. 3 km távolságra, délnyugatra található a Pogányvár, ahol valamikor kelta település volt.
- Temploma a 18. században épült.
- Klasszicista kastélya 1820-ban épült.
- Római katolikus templomát Novák István Ybl-díjas építész tervei alapján készítették 1995-ben. Alapkövét 1991-ben II. János Pál pápa szentelte fel. Itt rendezték meg a felvidéki magyar iskolák 2009/2010-es országos tanévnyitó ünnepségét.

## Neves személyek
- Itt született 1861-ben Szilágyi Lajos törvényszéki bíró, a nagybecskereki református egyház főgondnoka, Szilágyi László genealógus apja.
- Itt hunyt el Kemény Gábor (1830–1888) politikus, publicista, az MTA tagja, 1878–1882-ben földművelés-, ipar- és kereskedelemügyi, 1882–1886-ban közmunka- és közlekedésügyi miniszter.
- Itt hunyt el 1903-ban Sarlay Pál földbirtokos, megyebizottsági tag.[7]
- Itt gazdálkodott Sarlay Soma (1872–1955) genealógus, államtudor, miniszteri tanácsos.